# هنري ستيفن
هنري ستيفن (بالإسبانية: Henry Stephen) هو مغني فنزويلي، ولد في 1944 في كابيماس في فنزويلا وتوفي في 5 أبريل 2021 في كاراكاس في فنزويلا.

## وصلات خارجية
- هنري ستيفن على موقع IMDb (الإنجليزية)
- هنري ستيفن على موقع ميوزك برينز (الإنجليزية)
- هنري ستيفن على موقع ديسكوغز (الإنجليزية)